# Hilde Van Mieghem
Pour les articles homonymes, voir Van Mieghem et Mieghem.
Hilde Van Mieghem, née à Anvers le 14 avril 1958, est une actrice et réalisatrice belge néerlandophone.

## Filmographie

### Comme réalisatrice
- 1997 : De suikerpot
- 2004 : 10 jaar leuven kort
- 2004 : De kus
- 2004 : 10 jaar leuven kort
- 2006 : Dennis van Rita
- 2010 : Smoorverliefd (nl)
- 2013 : Smoorverliefd (nl) (version néerlandaise, aussi Madly in Love)
- 2017 : Sprakeloos

### Comme actrice
- 1980 : Vrijdag : Christiane
- 1982 : Toute une nuit
- 1984 : White Madness : Lili
- 1985 : De leeuw van Vlaanderen
- 1986 : Adriaen Brouwer
- 1986 : Het wassende water
- 1987 : Blonde Dolly : Dolly / Sylvia / Kitty
- 1987 : Moordspel
- 1987 : Pink Palace, Paradise Beach : Eva
- 1987 : Skin : Greta
- 1988 : L'Heure Simenon (série télévisée)
- 1988 : La Mort d'Auguste
- 1989 : Der Fuchs
- 1989 : Laura Ley : Laura Ley
- 1990 : Commissaris Roos
- 1990 : Mama mijn papa
- 1990 : Sailors Don't Cry : Hilde
- 1990 : Spelen of sterven : French Teacher
- 1990 : TECX
- 1991 : Kafka : Female Anarchist (en tant que Hilde Van Meighem)
- 1991 : Kuchnia polska
- 1991 : Oog in oog
- 1993 : Bex & Blanche
- 1993 : De zevende hemel : Micheline
- 1993 : Kuchnia polska
- 1993 : Le Monde de Ludovic
- 1993 : Moeder, waarom leven wij?
- 1994 : Le Trajet de la foudre
- 1994 : Wildgroei : Lin Lemmerse
- 1996 : De wolkenfabriek
- 1996 : Zwei zum Verlieben
- 1997 : De suikerpot
- 1997 : Over de liefde
- 1997 : Quai n° 1
- 1997 : Rossini : Fanny Zigeuner
- 1998 : Blazen tot honderd : Moeder
- 1998 : Glatteis
- 1998 : Hombres complicados : Simonne
- 1998 : Two Women, Two Men : Charlotte (en tant que Hilde van Mieghem)
- 1999 : De bal : Anne
- 1999 : Shades d'Erik Van Looy : Cathy
- 2000 : En vacances : Micheline Foucher
- 2000 : Zwei Asse und ein König
- 2001 : Die achte Todsünde : Gespensterjagd
- 2001 : Klinik unter Palmen
- 2001 : Maria
- 2001 : Recht op recht
- 2002 : Alias : Yvonne
- 2002 : Die 8. Todsünde : Das Toskana-Karussell
- 2003 : Der alte Affe Angst : Brigitte
- 2003 : Russen
- 2003 : Sedes & Belli
- 2004 : 10 jaar leuven kort
- 2004 : Bathroom Story
- 2004 : De kus : Denise Lenaerts
- 2004 : The Ketchup Song
- 2004 : Witse
- 2005 : Die Bluthochzeit : Nele Schneider-Rebholt
- 2006 : De kavijaks
- 2007 : Vermist : Yvonne De Schrijver
- 2008 : De smaak van De Keyser
- 2008 : Der Architekt : Eva Winter
- 2008 : Urgence disparitions
- 2008 : Vox Populi : Peggy
- 2009 : Amsterdam
- 2014 : In Vlaamse Velden
- 2015 : De Bunker
- 2015 : The Team
- 2015 : Vossenstreken
- 2016 : Diamant noir d'Arthur Harari : Olga Ulmann
- 2016 : Gutterdämmerung : Sœur Geraldine
- 2016 : Tödliche Geheimnisse
- 2017 : Tabula Rasa
- 2019 : Keizersvrouwen
- 2019 : Spider in the Web d'Eran Riklis

### Comme productrice
- 1997 : De suikerpot
- 2004 : De kus

### Comme scénariste
- 1992 : Tender Waves
- 1997 : De suikerpot
- 2004 : De kus
- 2010 : Smoorverliefd (nl)
- 2013 : Smoorverliefd (nl)
- 2017 : Sprakeloos